# Snesiekondre
Snesiekondre, of Snesikondre, is een dorp in het district Sipaliwini in Suriname. Het ligt aan het eind van de weg die Langatabbetje verbindt met Patamacca en de rest van Suriname. In het dorp wonen  marrons van het volk Paramaccaners.
In 2010 werd Snesiekondre aangewezen als regionaal centrum en werd een administratief centrum voor het bestuursresort Paramacca gebouwd. Het dorp wordt niet door een traditionele leiding bestuurd, maar door het ressortbestuur.
De naam betekent vertaald Chinees dorp, omdat de eerste winkel in het dorp werd geopend door iemand van Chinese afkomst. De ontwikkeling van Snesiekondre staat in verband met de Merian-goudmijn die in 2014 operationeel werd en wordt geëxploiteerd door Newmont Corporation. In Snesiekondre staat ook het administratiekantoor van Newmond.
In Snesiekondre staan een multifunctioneel centrum, verschillende supermarkten, bars, restaurants, een militaire buitenpost en sinds 2017 een politiebureau. Voor scholing en gezondheidszorg moet gebruik worden gemaakt van de faciliteiten in het naburige Langatabbetje.
Koina · Langatabbetje · Lokaloka · Nason · New Libi · Sikisani · Snesiekondre · Stoelmanseiland